# Diocesi di Maradi
La diocesi di Maradi (in latino Dioecesis Maradensis) è una sede della Chiesa cattolica in Niger suffraganea dell'arcidiocesi di Niamey. Nel 2023 contava 2.039 battezzati su 8.830.000 abitanti. È retta dal vescovo Ignatius Anipu, M.Afr.

## Territorio
La diocesi si estende su 1.065.560 km² e comprende l'80% del territorio del Niger e precisamente le regioni di Agadez, Diffa, Zinder, Maradi e Tahoua.
Sede vescovile è la città di Maradi, dove si trova la cattedrale di Nostra Signora di Lourdes.
Il territorio è suddiviso in 7 parrocchie.

## Storia
La diocesi è stata eretta il 13 marzo 2001 con la bolla Summa diligentia di papa Giovanni Paolo II, ricavandone il territorio dalla diocesi di Niamey (ora arcidiocesi).
Originariamente immediatamente soggetta alla Santa Sede, il 25 giugno 2007 è entrata a far parte della provincia ecclesiastica dell'arcidiocesi di Niamey.
Nel gennaio del 2015 cinque persone sono state uccise e numerose chiese sono state incendiate come rappresaglia contro le vignette blasfeme pubblicate dal settimanale francese Charlie Hebdo. La Chiesa cattolica in Niger ha dovuto interrompere ogni attività, compresa la Messa festiva e l'attività scolastica.

## Cronotassi dei vescovi
Si omettono i periodi di sede vacante non superiori ai 2 anni o non storicamente accertati.
- Ambroise Ouédraogo (13 marzo 2001 - 22 febbraio 2025 ritirato)
- Ignatius Anipu, M.Afr., dal 22 febbraio 2025

## Statistiche
La diocesi nel 2023 su una popolazione di 8.830.000 persone contava 2.039 battezzati, corrispondenti allo 0,0% del totale.
| anno | popolazione | popolazione | popolazione | presbiteri | presbiteri | presbiteri | presbiteri                | diaconi | religiosi | religiosi | parrocchie |
| anno | battezzati  | totale      | %           | numero     | secolari   | regolari   | battezzati per presbitero | diaconi | uomini    | donne     | parrocchie |
| ---- | ----------- | ----------- | ----------- | ---------- | ---------- | ---------- | ------------------------- | ------- | --------- | --------- | ---------- |
| 2001 | 1.500       | 6.000.000   | 0,0         | 18         | 2          | 16         | 83                        |         | 16        | 40        | 8          |
| 2002 | 1.000       | 5.959.000   | 0,0         | 15         | 3          | 12         | 66                        |         | 15        | 34        | 6          |
| 2003 | 1.054       | 5.959.000   | 0,0         | 16         | 4          | 12         | 65                        |         | 14        | 38        | 6          |
| 2004 | 1.031       | 6.000.000   | 0,0         | 15         | 4          | 11         | 68                        |         | 14        | 36        | 7          |
| 2007 | 1.150       | 6.443.000   | 0,0         | 17         | 4          | 13         | 67                        |         | 17        | 37        | 7          |
| 2013 | 1.541       | 7.333.000   | 0,0         | 17         | 5          | 12         | 90                        |         | 16        | 29        | 7          |
| 2016 | 1.600       | 11.604.335  | 0,0         | 14         | 5          | 9          | 114                       |         | 11        | 19        | 6          |
| 2019 | 1.725       | 13.003.775  | 0,0         | 23         | 21         | 2          | 75                        |         | 5         | 23        | 7          |
| 2021 | 1.830       | 13.802.835  | 0,0         | 23         | 21         | 2          | 79                        |         | 7         | 23        | 7          |
| 2023 | 2.039       | 8.830.000   | 0,0         | 12         | 4          | 8          | 169                       |         | 11        | 34        | 7          |